# 浦賀和宏
浦賀 和宏（うらが かずひろ、1978年12月8日 - 2020年2月25日）は、小説家、推理作家。神奈川県出身。本名は八木 剛（やぎ つよし）。

## 経歴
1998年に『記憶の果て』で第5回メフィスト賞を受賞しデビューする。青春小説、SF、ミステリの要素が混交された独特のプロットは、京極夏彦に「多くのジャンルの新たな可能性を悉く内包して」いる「先行作品に対する敬意ある挑発」と評され、同時刊行の『Jの神話』（乾くるみ）、『歪んだ創世記』（積木鏡介）と共に、メフィスト賞をミステリ一辺倒の賞ではないということを（良くも悪くも）印象づけることになった。
「笑わない名探偵」安藤直樹を主役に据えた同シリーズはその後もジャンルと距離を測るような進行を見せたが、『透明人間 UBIQUITY』で一時中断され、以降は松浦純菜・八木剛士シリーズの執筆を開始、ここでも先行作品や現実世界の趨勢を皮肉ったストーリーを展開する。同シリーズ完結後に第2シーズンと銘打って萩原重化学工業にまつわる側面からの安藤直樹シリーズを開始、二作が刊行された。
2010年代に入ってから文庫版『彼女は存在しない』が徐々に版を重ね、ベストセラーになる。『彼女は存在しない』ヒット後の2013年ころから、それまで絶版となっていた各社の作品が続々と文庫化・復刊され、新作の発表がコンスタントに行われるようになった。
2020年2月25日、脳出血のため死去。享年41歳。

## 人物
イエロー・マジック・オーケストラの熱狂的なファンであり、アディエマス、オービタル、アンダーワールド、エニグマ、エイフェックス・ツイン、ビョークなどのテクノ／ハウス／エレクトロニカ／トランスといった広義の電子音楽に造詣が深い。これらの趣向は作品の重要な小道具としてもしばしば登場する。また他の趣味としては『AKIRA』などのSF。藤子不二雄作品やM・ナイト・シャマラン等の洋画をオマージュすることも多い。自身のTwitterでは、しばしば古今東西の映画について言及していた。
本人の経歴等に関しては殆ど明かされておらず、ノベルズにおいても2002～3年頃からは著者近影の掲載すらされていない。
メフィスト賞では2024年現在、デビュー最年少記録である（最年長は丸山天寿の56歳）。

## 作風
ミステリのプロットを軸に、作品によっては青春小説やSFの要素を盛りこむことがある。
近親相姦、同性愛、カニバリズムなど、作品のテーマとしてタブーとされている物を扱う事が多い。ことにカニバリズムにはこだわりがあるのか多く扱われており、自身の作品をパロディ的にとらえた『浦賀和宏殺人事件』においても「あいつの小説、なんかある度にすぐに人を殺して食うんだよ！」という台詞がある。また、作中でオタク文化や読者など固定層への痛烈な罵倒等を行うこともある。
自身の本名に由来する、八木剛・八木剛士といった名前の人物が多数の作品で登場する。

## 作品リスト

### 安藤直樹シリーズ
- 記憶の果て THE END OF MEMORY（1998年2月 講談社ノベルス ISBN 4-06-182006-0 / 2001年8月 講談社文庫 ISBN 4-06-273228-9 / 2014年3月 講談社文庫【上・下】 ISBN 978-4-06-277778-0・ISBN 978-4-06-277810-7）
- 時の鳥籠 THE ENDLESS RETURNING（1998年9月 講談社ノベルス ISBN 4-06-182040-0 / 2014年5月 講談社文庫【上・下】 ISBN 978-4-06-277813-8・ISBN 978-4-06-277814-5）
- 頭蓋骨の中の楽園 LOCKED PARADISE（1999年4月 講談社ノベルス ISBN 4-06-182062-1 / 2014年9月 講談社文庫【上・下】 ISBN 978-4-06-277905-0・ISBN 978-4-06-277906-7）
- とらわれびと ASYLUM（1999年10月 講談社ノベルス ISBN 4-06-182097-4）
- 記号を喰う魔女 FOOD CHAIN（2000年5月 講談社ノベルス ISBN 4-06-182128-8）
- 学園祭の悪魔 ALL IS FULL OF MURDER（2002年2月 講談社ノベルス ISBN 4-06-182235-7）
- 透明人間 UBIQUITY（2003年10月 講談社ノベルス ISBN 4-06-182336-1）

### 萩原重化学工業シリーズ
作者は「安藤直樹シリーズ・シーズン2」と位置づけている。
- 萩原重化学工業連続殺人事件 Knockin' on Heaven's Door（2009年6月 講談社ノベルス ISBN 978-4-06-182646-5）
  - 【改題】HEAVEN 萩原重化学工業連続殺人事件（2018年4月 幻冬舎文庫 ISBN 978-4-344-42717-4）
- 女王暗殺 Ordinary World Special World（2010年1月 講談社ノベルス ISBN 978-4-06-182700-4）
  - 【改題】HELL 女王暗殺（2018年6月 幻冬舎文庫 ISBN 978-4-344-42744-0）

### 松浦純菜・八木剛士シリーズ
表紙・挿絵はウスダヒロ。
- 松浦純菜の静かな世界 matsuura junna no shizukana sekai（2005年2月 講談社ノベルス ISBN 4-06-182413-9）
- 火事と密室と、雨男のものがたり In The Wake Of Poseidon（2005年7月 講談社ノベルス ISBN 4-06-182437-6）
- 上手なミステリの書き方教えます CURE（2006年6月 講談社ノベルス ISBN 4-06-182475-9）
- 八木剛士 史上最大の事件 Towards Zero（2006年8月 講談社ノベルス ISBN 4-06-182495-3）
- さよなら純菜、そして不死の怪物 Takeshi Strikes Back（2006年11月 講談社ノベルス ISBN 4-06-182504-6）
- 世界でいちばん醜い子供 Hymn For The Children（2007年4月 講談社ノベルス ISBN 978-4-06-182522-2）
- 堕ちた天使と金色の悪魔 Another Green World（2007年9月 講談社ノベルス ISBN 978-4-06-182560-4）
- 地球人類最後の事件 The Beginning of The End（2008年7月 講談社ノベルス ISBN 978-4-06-182593-2）
- 生まれ来る子供たちのために But, we are not a mistake（2008年11月 講談社ノベルス ISBN 978-4-06-182619-9）

### 桑原銀次郎シリーズ
- 彼女の血が溶けてゆく（2013年3月 幻冬舎文庫 ISBN 978-4-344-41992-6）
- 彼女のため生まれた（2013年10月 幻冬舎文庫 ISBN 978-4-344-42088-5）
- 彼女の倖せを祈れない（2014年4月 幻冬舎文庫 ISBN 978-4-344-42175-2）
- 彼女が灰になる日まで（2015年12月 幻冬舎文庫 ISBN 978-4-344-42414-2）

### ノンシリーズ
- 眠りの牢獄（2001年5月 講談社ノベルス ISBN 4-06-182190-3 / 2013年2月 講談社文庫 ISBN 978-4-06-277458-1）
- 彼女は存在しない（2001年8月 幻冬舎 ISBN 4-344-00109-5 / 2003年10月 幻冬舎文庫 ISBN 4-344-40441-6）
- こわれもの（2002年4月 トクマ・ノベルズ ISBN 4-19-850560-8 / 2013年5月 徳間文庫 ISBN 978-4-19-893686-0 / 2020年6月 徳間文庫【新装版】 ISBN 978-4-19-894563-3）
- 浦賀和宏殺人事件（2002年5月 講談社ノベルス ISBN 4-06-182247-0）
- 地球平面委員会（2002年10月 幻冬舎文庫 ISBN 4-344-40279-0）
- ファントムの夜明け（2002年11月 幻冬舎 ISBN 4-344-00261-X / 2005年3月 幻冬舎文庫 ISBN 4-344-40615-X）
- 姫君よ、殺戮の海を渡れ（2014年10月 幻冬舎文庫 ISBN 978-4-344-42259-9）
- 究極の純愛小説を、君に（2015年6月 徳間文庫 ISBN 978-4-19-893975-5）
- ふたりの果て/ハーフウェイ・ハウスの殺人（2015年10月 祥伝社 ISBN 978-4-396-63482-7）
  - 【改題】ハーフウェイ・ハウスの殺人（2018年9月 祥伝社文庫 ISBN 978-4-396-34452-8）
- 緋い猫（2016年10月 祥伝社文庫 ISBN 978-4-396-34253-1）
- ifの悲劇（2017年4月 角川文庫 ISBN 978-4-04-104775-0）
- Mの女（2017年10月 幻冬舎文庫 ISBN 978-4-344-42652-8）
- 十五年目の復讐（2018年10月 幻冬舎文庫 ISBN 978-4-344-42789-1）
- カインの子どもたち（2019年2月 実業之日本社文庫 ISBN 978-4-408-55460-0）
- デルタの悲劇（2019年12月 角川文庫 ISBN 978-4-04-108314-7）
- 殺人都市川崎（2020年5月 ハルキ文庫 ISBN 978-4-7584-4337-1）

### 単行本未収録短編

#### 獣シリーズ
挿絵は高河ゆん。
- ポケットに君とアメリカをつめて（『ファウスト Vol.4』掲載）
- あなたとここにいるということ（『ファウスト Vol.5』掲載）
- リゲル（『ファウスト Vol.6 SIDE-B』掲載）

#### その他
- PK（『メフィスト』2003年1月号掲載）
- 三大欲求（『メフィスト』2008年1月号掲載）
  - 三大欲求（無修正版）（『ミステリ魂。校歌斉唱！ メフィスト学園』〈2010年3月 講談社ノベルス ISBN 978-4-06-182707-3〉に収録）
- 世界でいちばん醜い少女（『記憶の果て』『時の鳥籠』文庫版【上・下】発売時に紀伊國屋書店新宿本店にて特典小冊子として配布された）
- 彼女は存在する（幻冬舎 電子書籍）